# 施圖伊本山 (韋特施泰因山脈)
47°25′28″N 11°04′45″E / 47.4244°N 11.0793°E

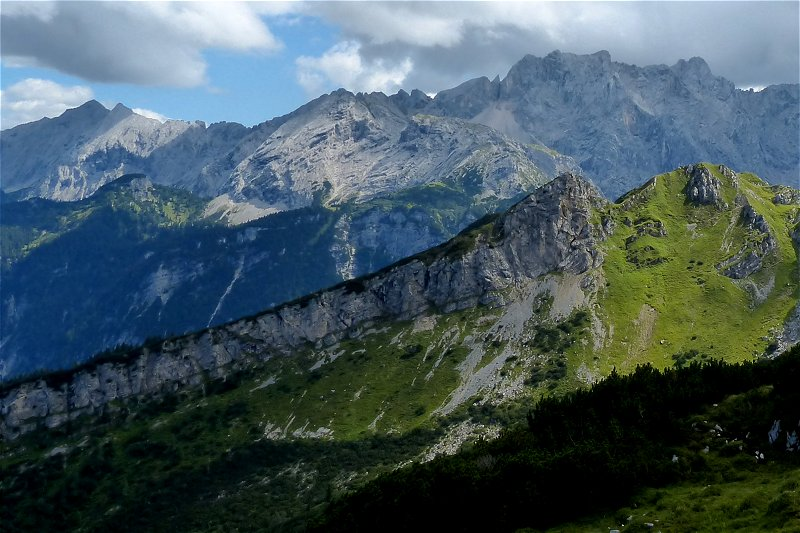

施圖伊本山（德語：Stuiben），是德國的山峰，位於該國東南部，由巴伐利亞負責管轄，屬於韋特施泰因山脈的一部分，海拔高度1,924米，山體在三疊紀時期形成。